# Марісса Маєр
Марісса Енн Маєр (англ. Marissa Ann Mayer; нар. 30 травня 1975) — американська підприємиця та інвесторка. Колишній президент і головний виконавчий директор компанії «Yahoo!». Займала цілий ряд керівних посад в «Google». Наймолодша очільниця компанії зі списку Fortune 500.

## Життєпис
Народилася 30 травня 1975 року в місті Восау в штаті Вісконсин у родині вчительки малювання фінського походження Маргарет Маєр та інженера Майкла Маєра. Закінчила середню школу 1993 року, була обрана губернаторкою Вісконсину Томмі Томпсоном як одна з двох делегатів від штату до Національного молодіжного наукового табору в Західній Вірджинії.
Із відзнакою закінчила Стенфордський університет (бакалаврат із символічних систем і магістратура з інформатики зі спеціалізацією в області штучного інтелекту). 2009 року Іллінойський інститут технологій присвоїв Маєр почесний докторський ступінь у знак визнання її роботи в галузі пошуку.
12 грудня 2009 року одружилася з інвестором в нерухомість Закарі Богом. 7 жовтня 2012 народила сина.

## Кар'єра
До Google працювала в дослідницькій лабораторії UBS (Ubilab) у Цюриху (Швейцарія) та в SRI International у Менло-Парку (штат Каліфорнія).
Маєр прийшла в Google в 1999 році, ставши 20-ю в штаті і першою жінкою серед інженерів компанії. Протягом 13 років роботи в Google вона була інженеркою, дизайнеркою, менеджеркою з продукції та керівницею. Маєр займала ключові ролі в проєктах Google Search, Google Images, Google News, Google Maps, Google Books, Google Product Search, Google Toolbar, iGoogle та Gmail. Вона також займалася створенням головної сторінки Google, відомої лаконічним дизайном. В останні роки в Google Маєр була віцепрезидентом з пошуку товарів і досвіду взаємодії та віцепрезидентом з місцевих сервісів, карт і сервісів розташування. Протягом кар'єри в Google вона вважалася «публічним обличчям» компанії й частіше за інших її керівних осіб виступала з промовами, лекціями і презентаціями на виставках, семінарах, тренінгах тощо.

### Yahoo!

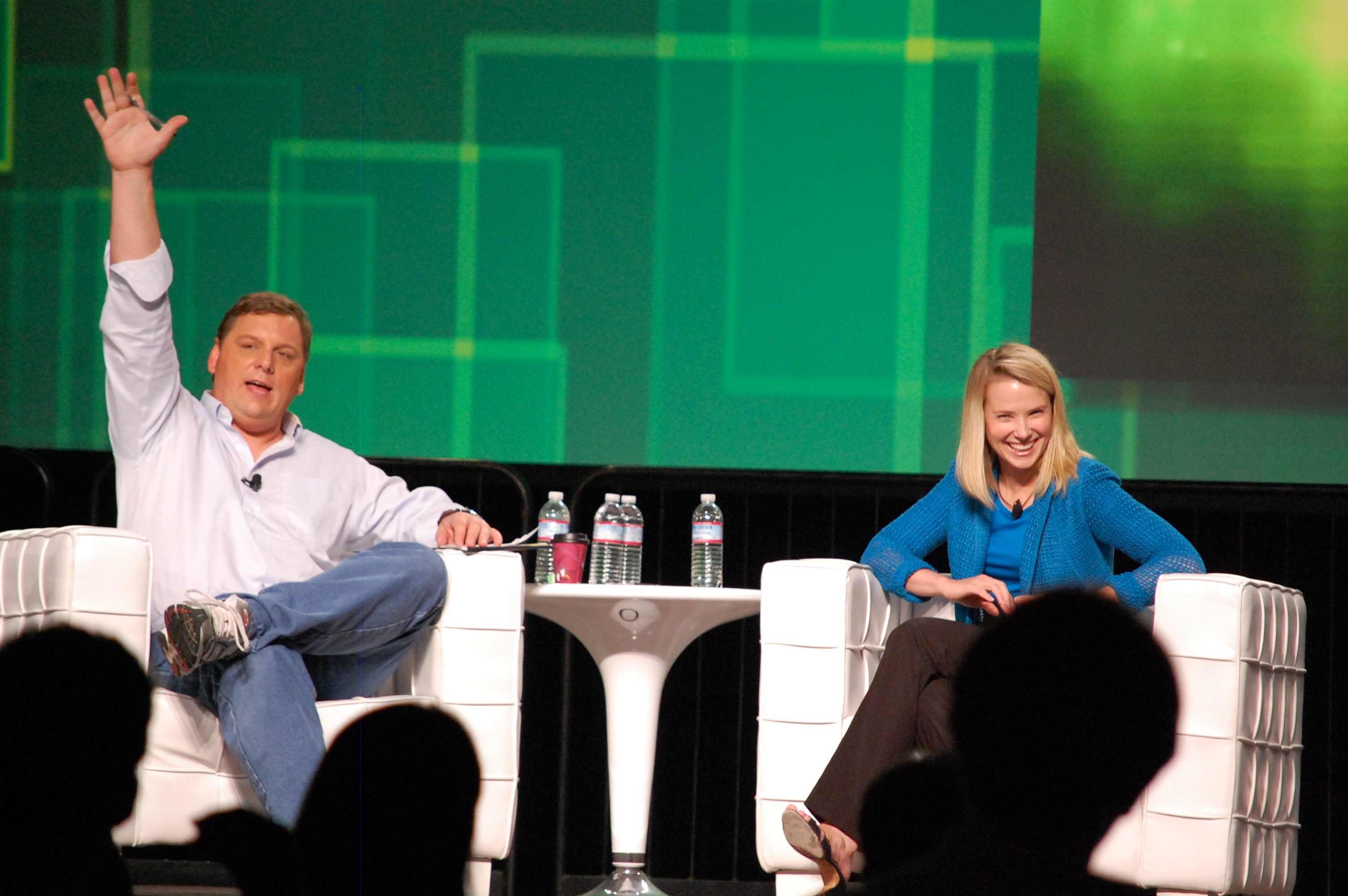
Майкл Аррінгтон та Марісса Маєр на TechCrunch Disrupt

16 липня 2012 року Маєр призначена президентом і головною виконавчою директором Yahoo!. Вона також була членкинею ради директорів компанії. На момент її призначення популярність Yahoo! вже більше року як відставала від Google, і компанія зазнала кількох змін у керівництві. Щоб спростити бюрократичний процес та покращити корпоративну культуру, Маєр запустила нову онлайн-платформу під назвою PB&J. На ній працівники можуть писати скарги та голосувати щодо різних проблем в офісі; якщо проблема отримає більше 50 голосів, онлайн-менеджмент автоматично розглядає це питання.
У лютому 2013 року Маєр внесла значні зміни до кадрової політики в Yahoo!, які вимагали від усіх віддалених працівників перейти на офісні посади або звільнитися. Пропрацювавши з дому до конця своєї вагітності та народження сина, Маєр повернулася в офіс та збудувала поруч із ним материнську кімнату — з оглядом на це її згодом неодноразово критикували за заборону віддаленої роботи. У квітні 2013 року Маєр оновила політику відпустки у зв'язку вагітністю та пологами, подовживши її дозволену тривалість та надавши грошову премію батькам. CNN зазначали, що на той час така політика впроваджувалася й іншими компаніями Кремнієвої долини, такими як Facebook та Google. За свої управлінські рішення Маєр неодноразово зазнавала критики з боку The New York Times та The New Yorker.
20 травня 2013 року за рішенням Маєр Yahoo! придбали Tumblr за $1,1 млрд. У лютому 2016 року Yahoo! визнали, що вартість Tumblr впала на 230 млн доларів з моменту його придбання. У липні 2013 року Yahoo! повідомили про падіння доходів, але зростання прибутку у порівнянні з тим же періодом попереднього року. Реакцією на Волл-стріт стало падіння акцій на 1,7%. У вересні 2013 року повідомлялося, що ціна акцій Yahoo! зросла вдвічі за 14 місяців із моменту призначення Маєр. Однак більша частина цього зростання може бути пов'язана з часткою Yahoo! в китайській компанії з електронної комерції Alibaba Group, яка була придбана до призначення Маєр.

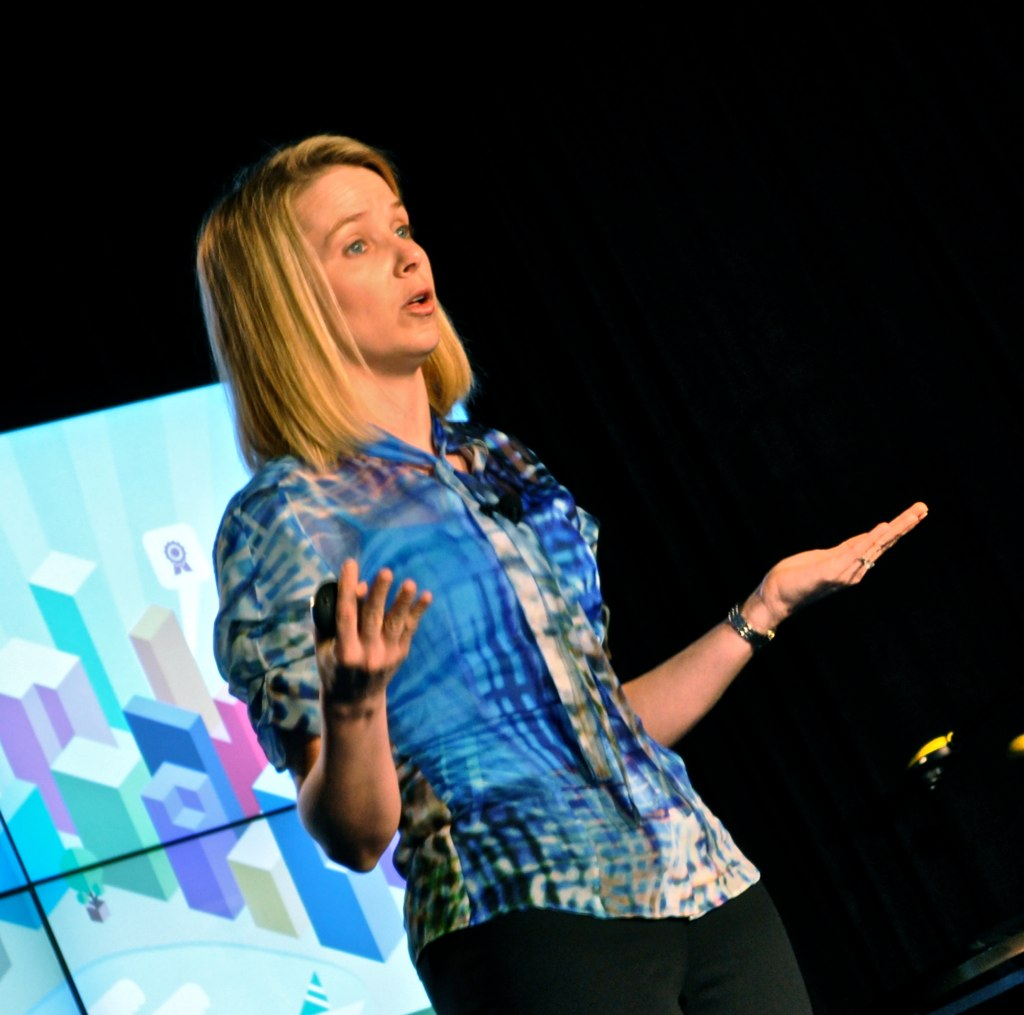
Майер виступає з доповіддю на конференції

У листопаді 2013 року Маєр запровадила систему перевірки результативності, засновану на рейтингу співробітників за кривою Гаусса, пропонуючи менеджерам оцінювати своїх співробітників за кривою і звільняти тих, хто в кінці розподілу. Працівники скаржилися, що деякі менеджери розглядали процес як обов’язковий. У лютому 2016 року колишній працівник Yahoo! подав позов проти компанії, стверджуючи, що ця практика звільнення порушила як каліфорнійське, так і федеральне законодавство про працю.
2014 року Маєр зайняла шосте місце у списку Fortune «40 до 40» і 16-те у списку найкращих бізнесвумен у світі. У березні 2016 року Fortune назвали Маєр однією з лідерів у світі, які найбільше розчарували. Акції Yahoo! продовжували падати на понад 30% протягом 2015 року, компанію залишили 12 ключових керівників.
У грудні 2015 року нью-йоркський хедж-фонд SpringOwl, акціонер Yahoo Inc., опублікував заяву, що Маєр слід замінити на посаді генерального директора. Starboard Value, інвестиційна фірма, яка володіє часткою акцій Yahoo, також написала різкий лист щодо роботи Маєр в Yahoo. До січня 2016 року було підраховано, що основний бізнес Yahoo! вартував менше нуля доларів останні кілька кварталів. У лютому 2016 року Маєр підтвердила, що Yahoo! розглядала можливість продажу свого основного бізнесу. У березні 2017 року повідомлялося, що Маєр може отримати термінальний пакет на $23 млн після продажу Yahoo! компанії Verizon.
Маєр оголосила про свою відставку 13 червня 2017 року. Попри великі втрати доходу Yahoo! від реклами та зменшення штату на 50%, за п’ять років її правління на посаді генерального директора Маєр було виплачено $239 млн, здебільшого за акціями та опціонами на акції. У день своєї відставки Маєр публічно висвітлила багато досягнень компанії за час її роботи, зокрема: створення ринкової капіталізації в розмірі $43 млрд, потроєння акцій Yahoo, збільшення кількості користувачів мобільних телефонів до понад 650 млн, створення бізнесу з реклами мобільних пристроїв у розмірі $1,5 млрд та трансформацію культури Yahoo. За час роботи Маєр кількість щомісячних відвідувань домашньої сторінки Yahoo! зменшилась з майже 10 млрд до менш ніж 4,5, тоді як кількість відвідувань Google зросла з 17 до понад 56 млрд.
8 листопада 2017 року, разом із кількома іншими нинішніми та колишніми керівниками корпорації, Маєр дала свідчення перед комітетом Сенату США з питань торгівлі, науки та транспорту щодо серйозних порушень безпеки Yahoo протягом 2013 та 2014 років.

## Членство в радах і нагороди
Маєр входить до складу рад директорів компаній Cooper-Hewitt, National Design Museum, New York City Ballet, San Francisco Ballet, Музей сучасного мистецтва Сан-Франциско та Walmart.
Марісса Маєр входила до щорічного списку 50 найвпливовіших американських жінок у бізнесі журналу Fortune в 2008, 2009, 2010 і 2011 роках під номерами 50, 44, 42 і 38 відповідно. У 2008 році, у віці 33 років, вона була наймолодшою жінкою в списку. Названа однією з жінок року журналом Glamour у 2009 році.